# Конная статуя
Конная статуя — жанровая разновидность искусства скульптуры, предметом которой является изображение всадника, чаще исторического лица — правителя или воина. Подобное определение, в сущности, является противоречивым, поскольку статуей правильно называть изображение только стоящей фигуры человека. Поэтому профессионалы предпочитают наименование: конный монумент, или памятник.

## Классические примеры конных монументов в античности, средневековье и в эпоху Возрождения
В истории классического итальянского искусства используют оригинальное название: кавалло (итал.  cavallo — лошадь, конь, а также конник, всадник). В античности конные статуэтки, в основном вотивного, характера, называли келетидзонтами (др.-греч. κελητιξω — скакать на лошадях). Среди них призовые награды за победы в конных состязаниях. Наиболее знаменита бронзовая статуэтка, найденная в 1761 году в Геркулануме, изображающая Александра Македонского в образе вооружённого всадника. Вероятно, представляет собой уменьшённую реплику монументальной скульптуры IV в. до н. э. Хранится в Национальном археологическом музее в Неаполе.
Самый известный прототип конных монументов Нового времени — конная статуя Марка Аврелия в Риме (176 г. н. э.). Она была известна с XII века и почиталась в качестве изображения христианского императора Константина. В 1538 году статую поместили в центре площади Кампидолио на Капитолийском холме в Риме. В 1997 году на её месте установили копию, а оригинал после реставрации экспонируется во Палаццо Нуово Капитолийских музеев.
В Средневековье были известны конные монументы надгробий, например Арки Скалигеров в Вероне. Переходную форму от средневековой скульптуры, неразрывно связанной с архитектурой, к свободно стоящему конному монументу представляет собой знаменитый Бамбергский всадник (XIII в.). Схожие примеры представляют собой статуя Магдебургского рыцаря в Магдебурге, Олдрадо да Трессено в Милане и Святого Мартина в Кафедральном соборе Сан-Мартино в Лукке.
В интерьере собора Санта-Мария-дель-Фьоре во Флоренции, на северной стене нефа сохранились две фрески, искусно имитирующие средствами почти монохромной росписи с эффектами кьяроскуро скульптуру «кавалло». Первая выполнена Паоло Уччелло (1436), она изображает кондотьера Джованни Акуто. Вторая, изображающая кондотьера Николо да Толентино, выполнена Андреа дель Кастаньо (1456). Высокие постаменты конных монументов сделаны в форме надгробий, восходящих к античным саркофагам. Для средневековых итальянских, а позднее и североевропейских, храмов характерны сложные монументальные надгробия в виде пристенных композиций с конной статуей, приподнятой высоко над полом. «Средневековые памятники, все без исключения, являются надгробиями. Это культовые памятники, где под изваянием всадника находится саркофаг».
В 1447—1453 годах выдающийся флорентийский скульптор Донателло создал конный монумент кондотьеру Гаттамелата, установленный перед Базиликой дель Санто (Святого Антония) в Падуе. Другой классический образец находится в Венеции, на площади перед собором Санти-Джованни-э-Паоло — конный монумент кондотьеру Б. Коллеони работы скульптора Андреа Верроккьо (1475). Над проектом конного монумента герцогу Ф. Сфорца работал Леонардо да Винчи.

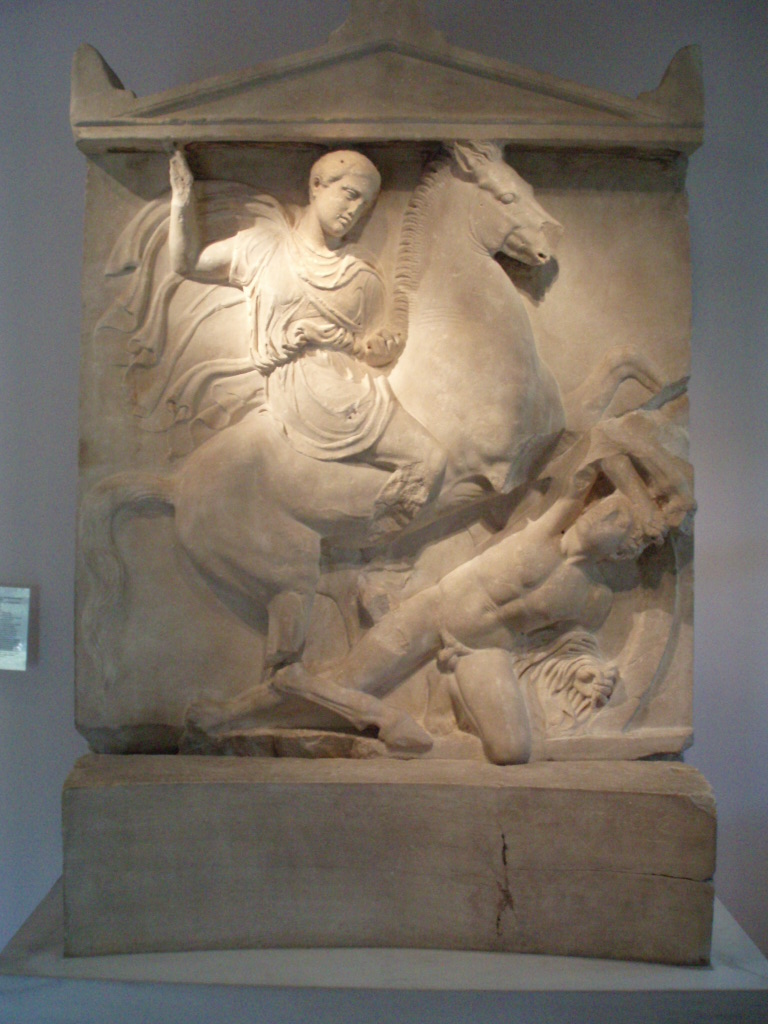
Надгробие Дексилея. Ок. 390 г. до н. э. Мрамор. Археологический музей Керамика, Афины
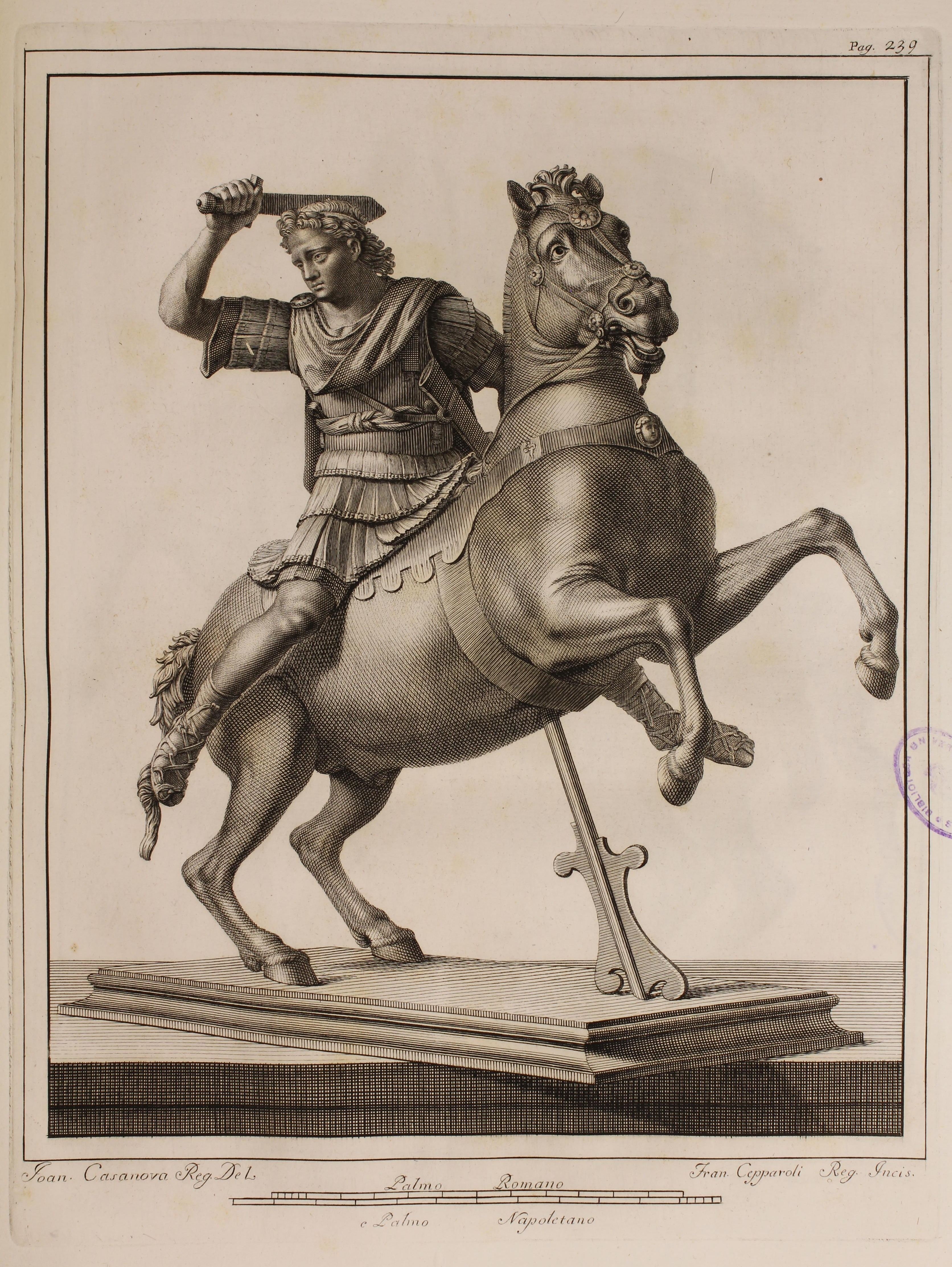
Келетидзонт. Александр Македонский в образе всадника. Статуэтка из Геркуланума. Конец I в. до н. э. по оригиналу IV в. до н. э. Бронза. Гравюра из каталога 1771 г. Национальный археологический музей, Неаполь
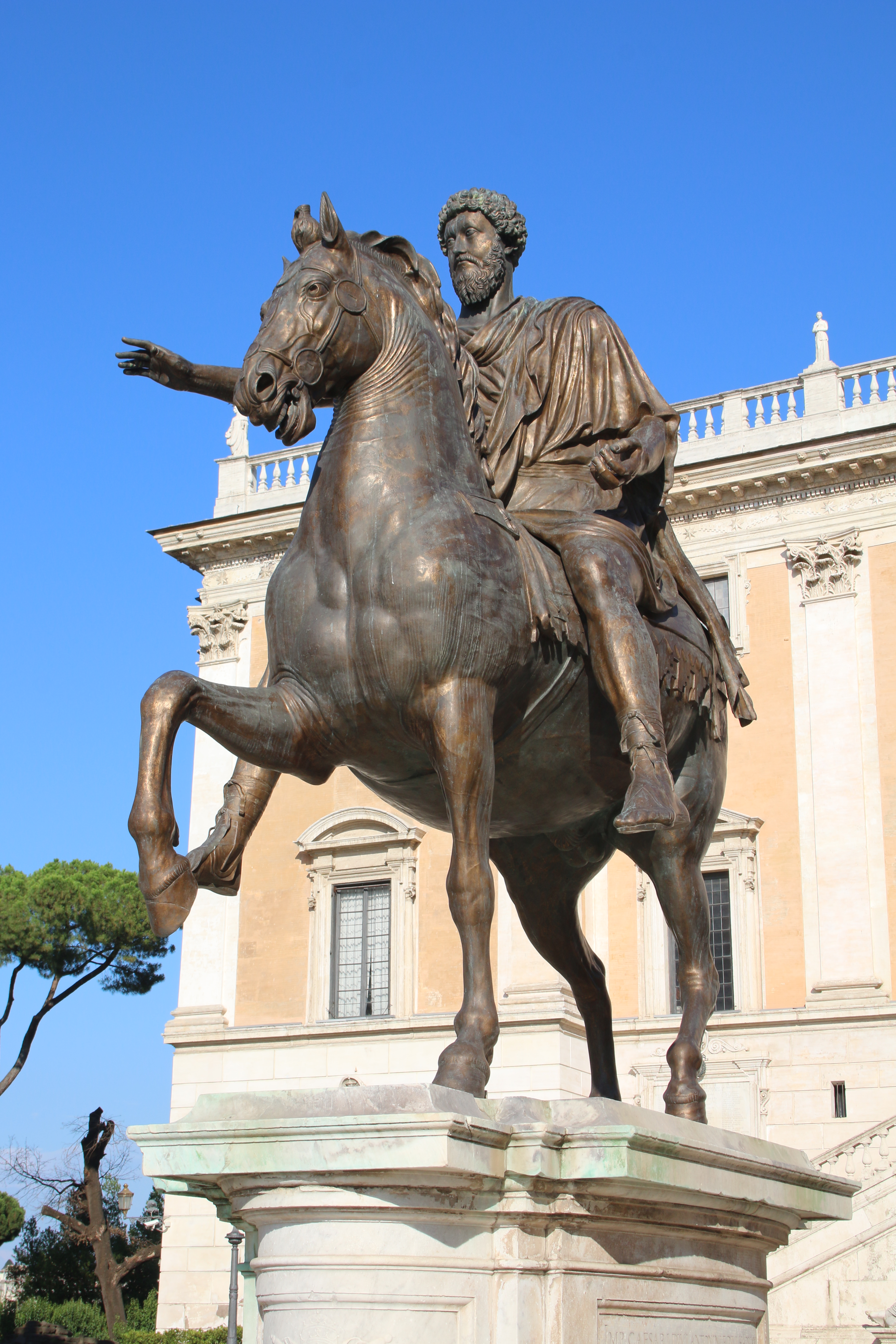
Конная статуя Марка Аврелия. 176 г. н. э. Копия. Бронза. Площадь Капитолия (оригинал: Капитолийские музеи), Рим
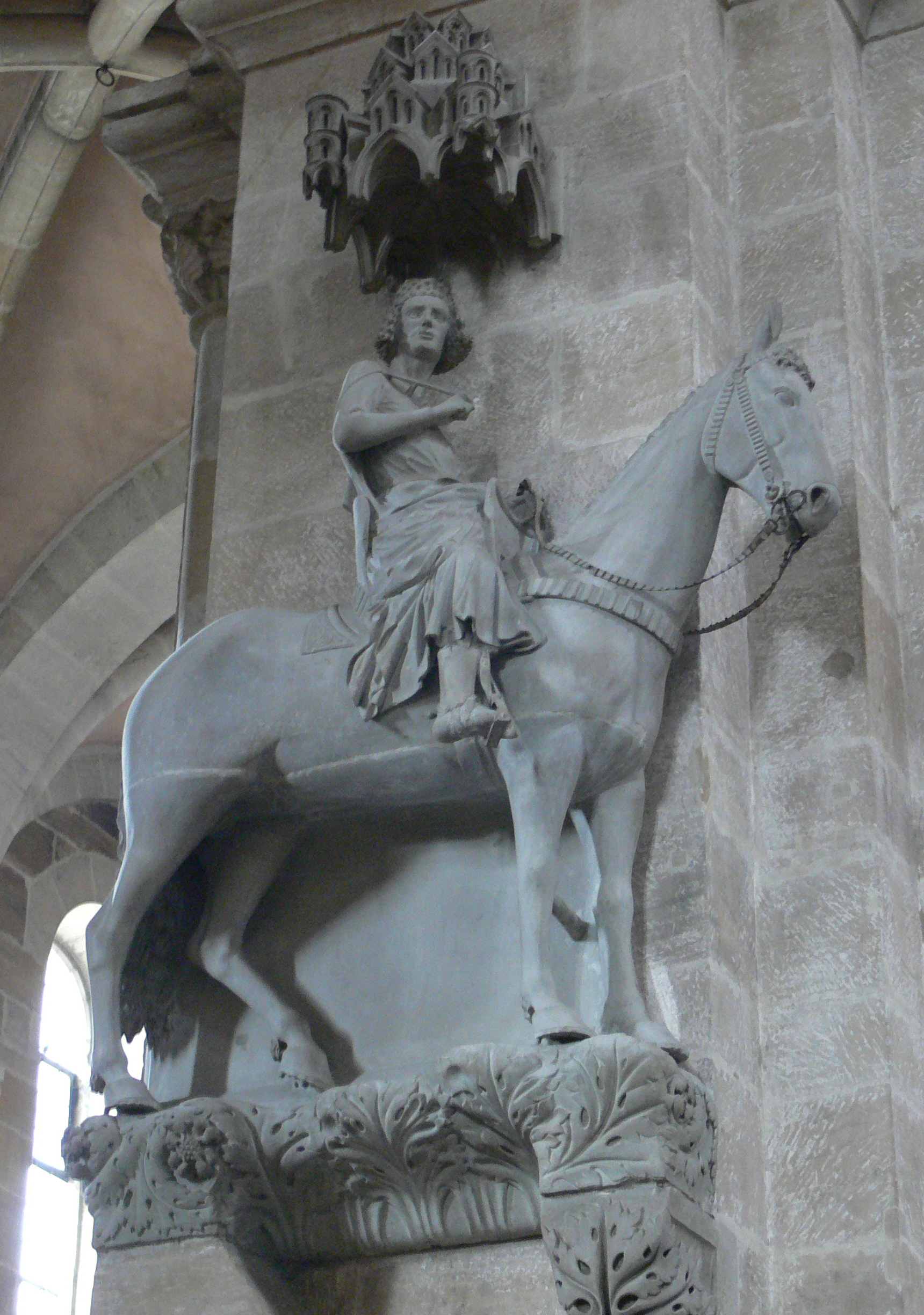
Бамбергский всадник. Начало XIII в. Бамберг, Собор
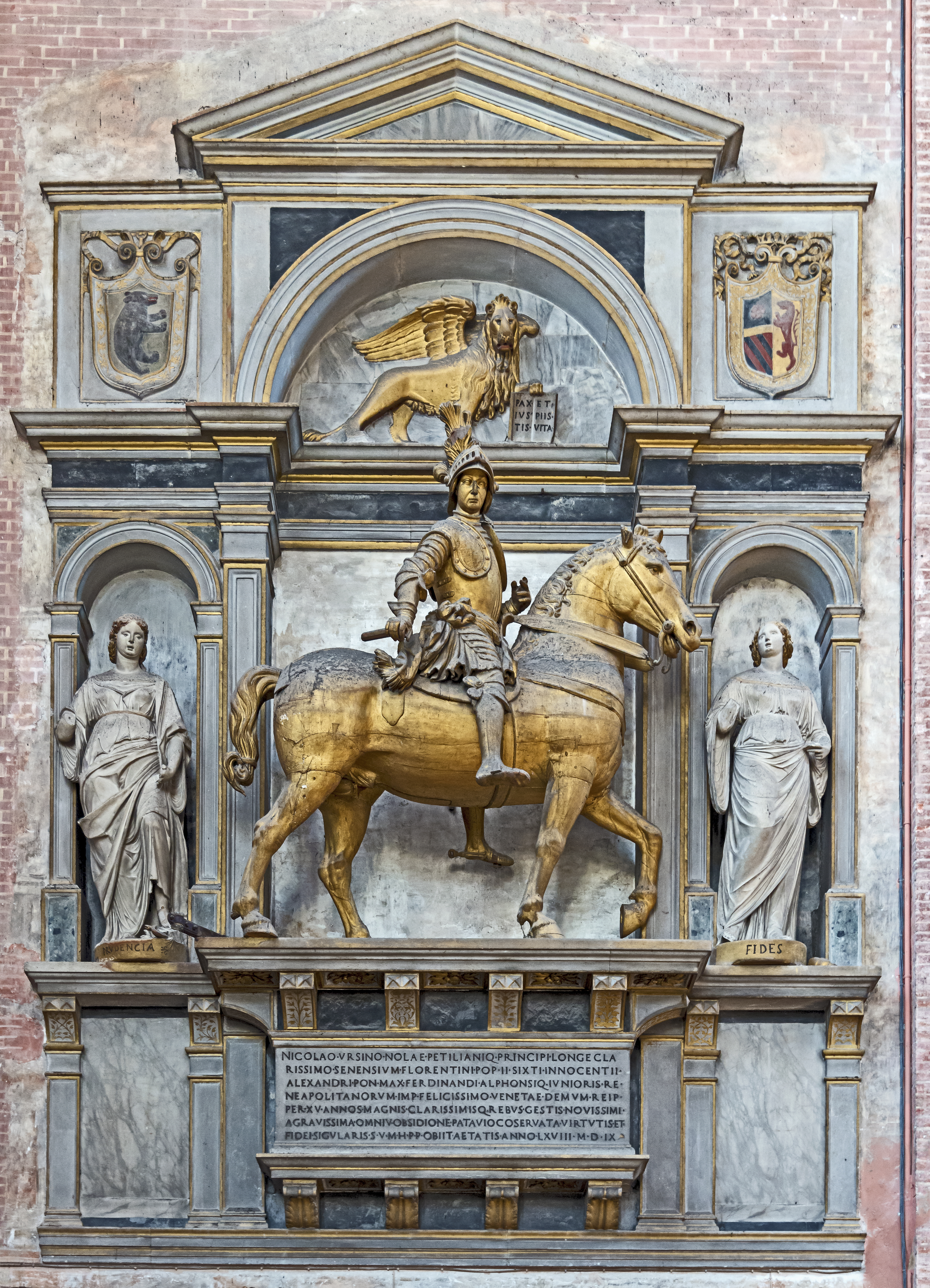
Т. Ломбардо. Гробница Никколо Орсини ди Питильяно. 1510-е гг. Базилика Санти-Джованни-э-Паоло, Венеция
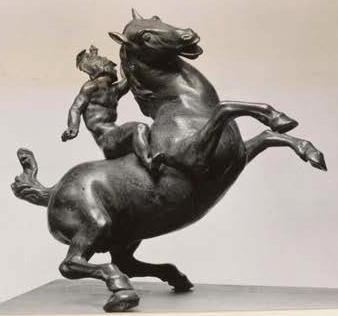
Модель памятника Ф. Сфорца по рисунку Леонардо да Винчи. Ок. 1512 г. Бронза. Музей изобразительных искусств, Будапешт
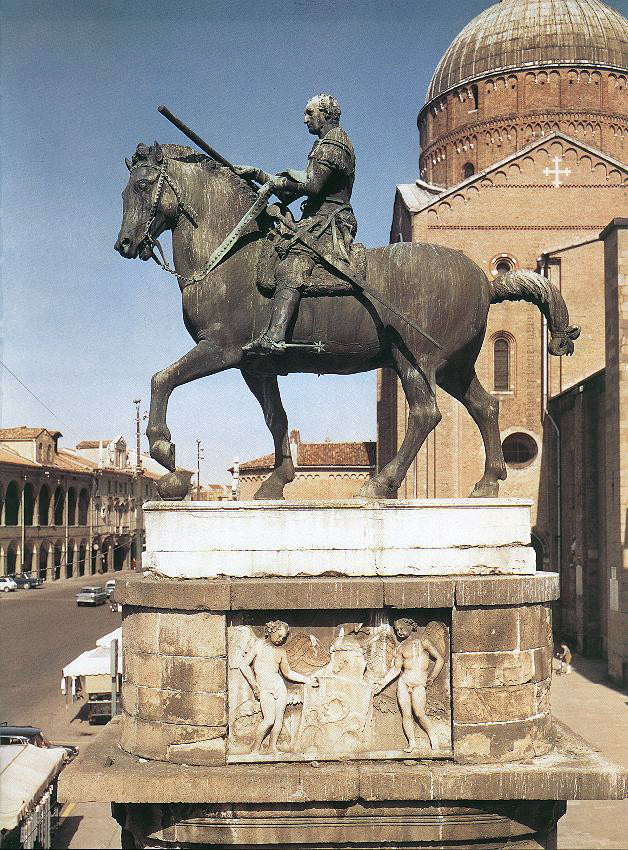
Донателло. Памятник кондотьеру Гаттамелате. 1447—1453. Падуя
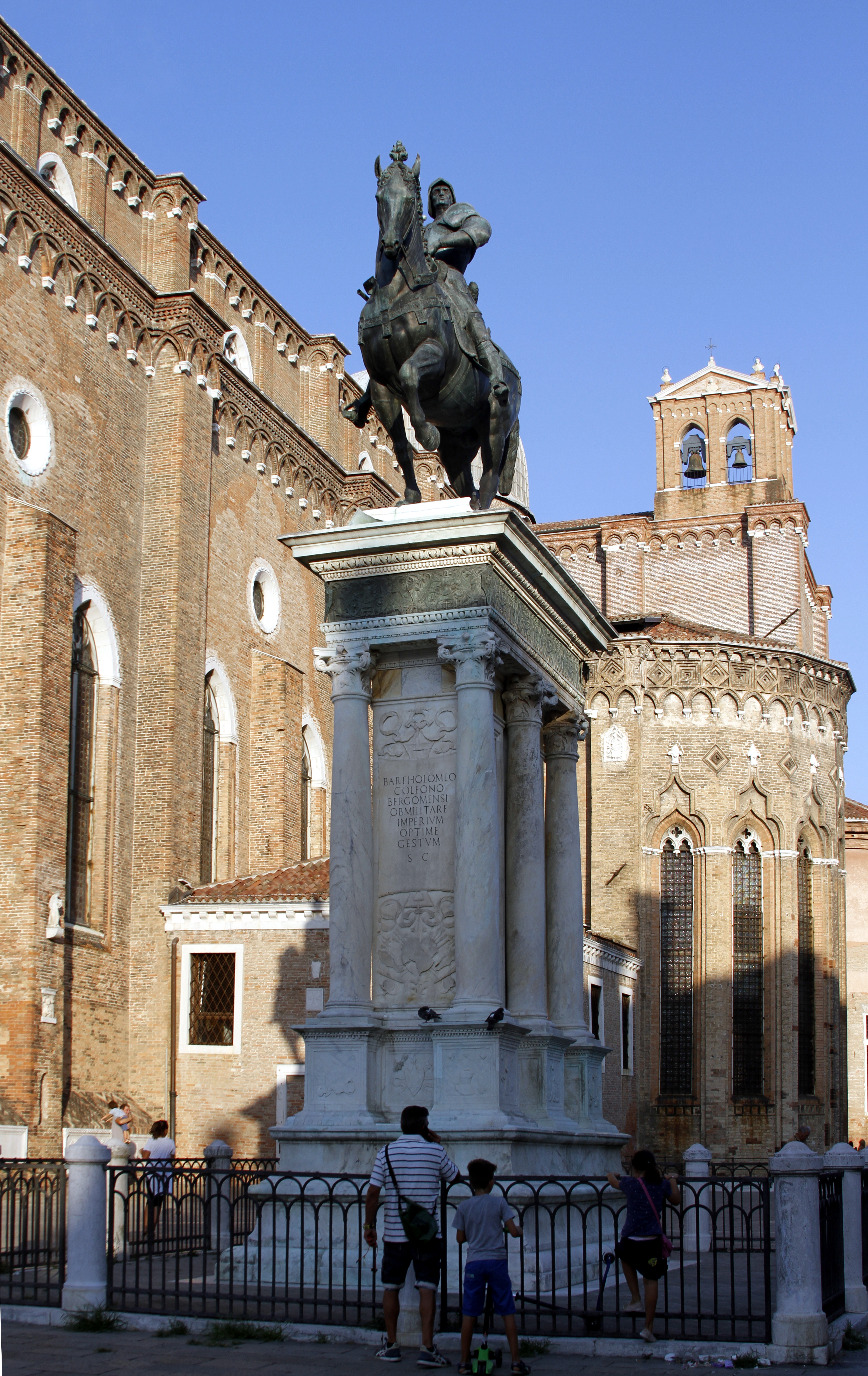
А. Верроккьо. Памятник Бартоломео Коллеони. 1400—1475. Венеция
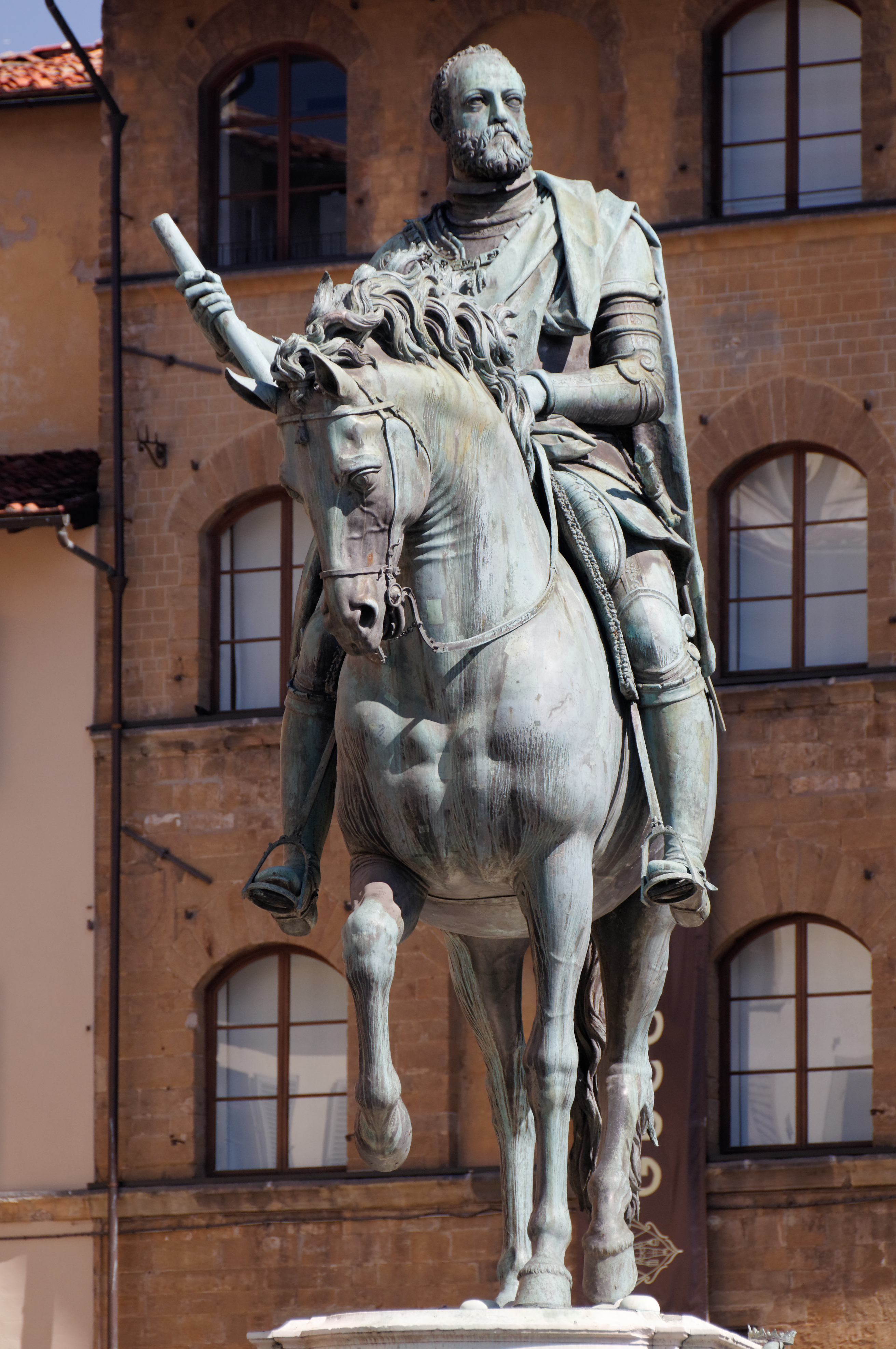
Джамболонья. Конный монумент герцогу Козимо I. 1594. Бронза. Пьяцца Синьория, Флоренция

## Конные памятники в искусстве Нового Времени
Модель конного монумента французскому королю Людовику XIV в образе Александра Македонского из терракоты создал Дж. Л. Бернини (около 1670 года). Переделанное Ф. Жирардоном в фигуру Марка Курция это произведение в бронзе хранится в Лувре, реплики установлены в Версале и в Париже перед Лувром.
Конная статуя Людовика XIV, произведение Ф. Жирардона (1683), украшала Вандомскую площадь в Париже, был уничтожена во время французской революции в 1789 году. Французский скульптор Гийом Кусту в 1743—1745 годах создал знаменитые скульптурные группы «Кони Марли». В Берлине Андреас Шлютер в 1703 году создал конный монумент курфюрсту Фридриху-Вильгельму II (ныне установлен на площади перед дворцом Шарлоттенбург-Берлин). Похожий конный памятник курфюрсту саксонскому Августу II Сильному работы Б. Пермозера (1733) был поставлен в Дрездене (уничтоженный во время Второй мировой войны, восстановлен в 1989 году). Все эти монументы послужили прототипами скульптору Б. К. Растрелли Старшему для создания монумента «петербургского кондотьера» — памятника Петра I (отлит из бронзы в 1747 году). Завершает классическую традицию конных монументов в России «Медный всадник» Этьена Фальконе (1768—1782) и «Клодтовские кони» — скульптурные группы «Укрощения коня человеком» на Аничковом мосту в Санкт-Петербурге, созданные П. К. Клодтом (1838—1842).

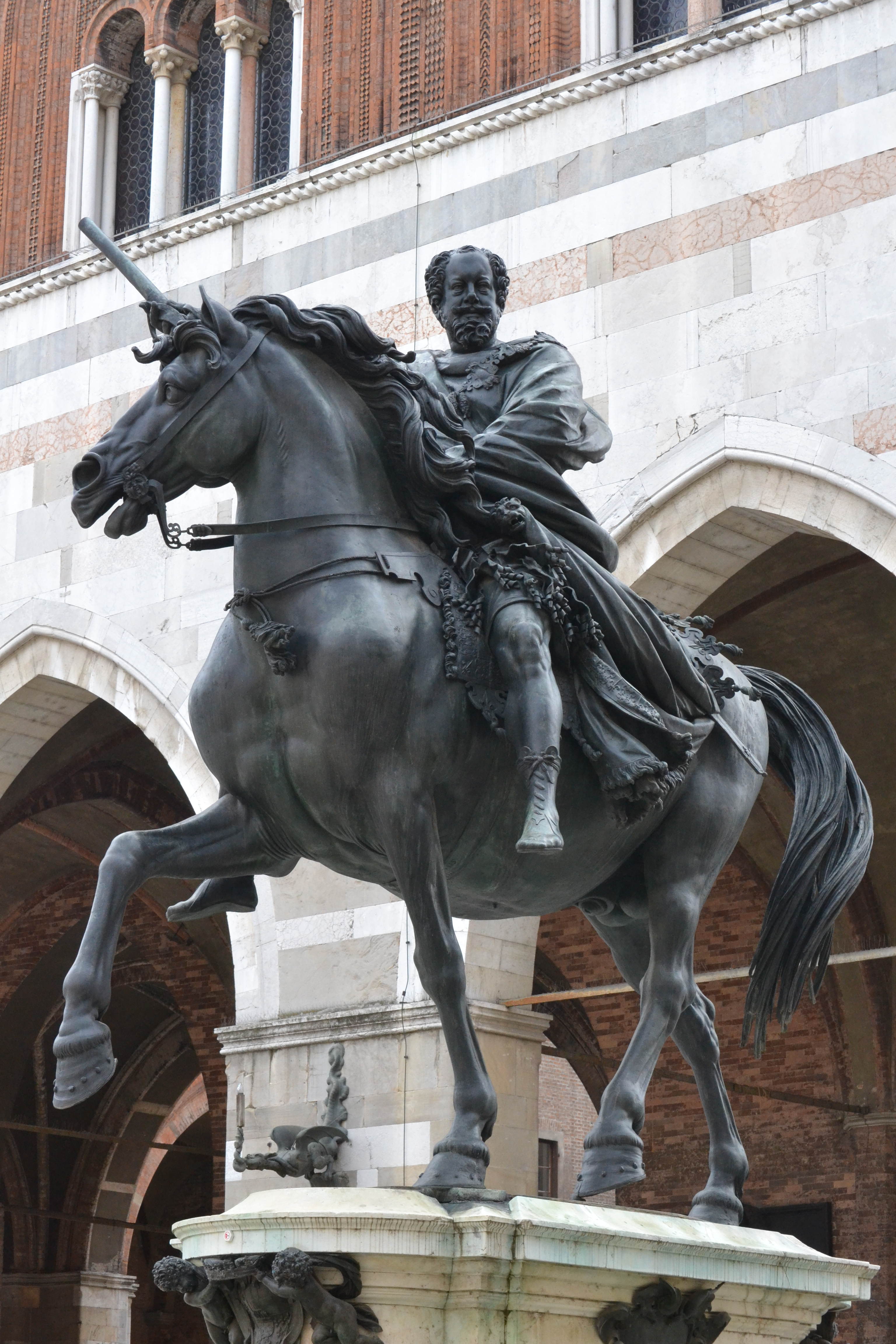
Ф. Моки. Конный монумент герцогу Рануччо Фарнезе. 1612–1620. Бронза. Пьяцца Кавалли, Пьяченца
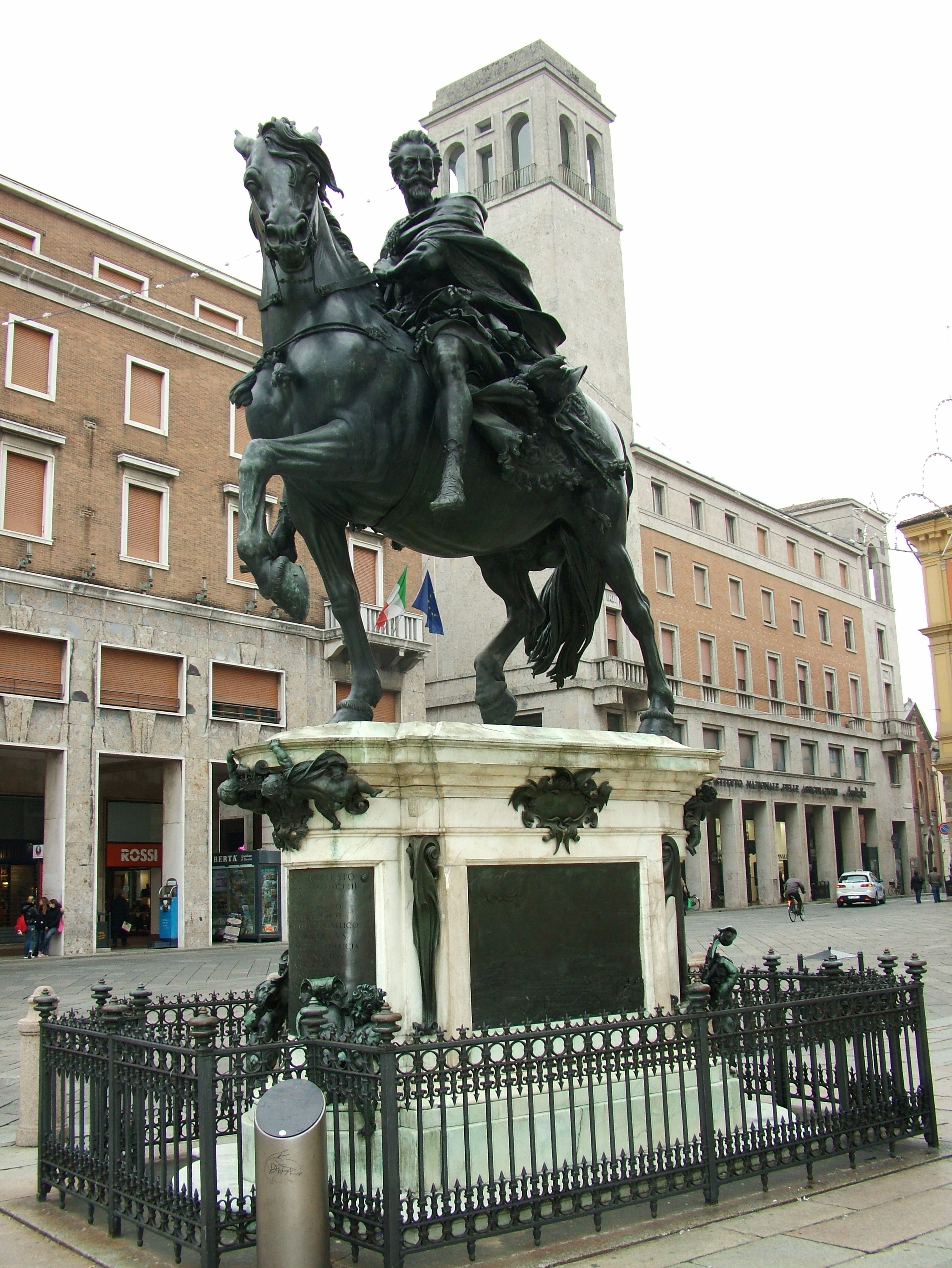
Ф. Моки. Конный монумент герцогу Алессандро Фарнезе. 1620–1629. Бронза. Пьяцца Кавалли, Пьяченца
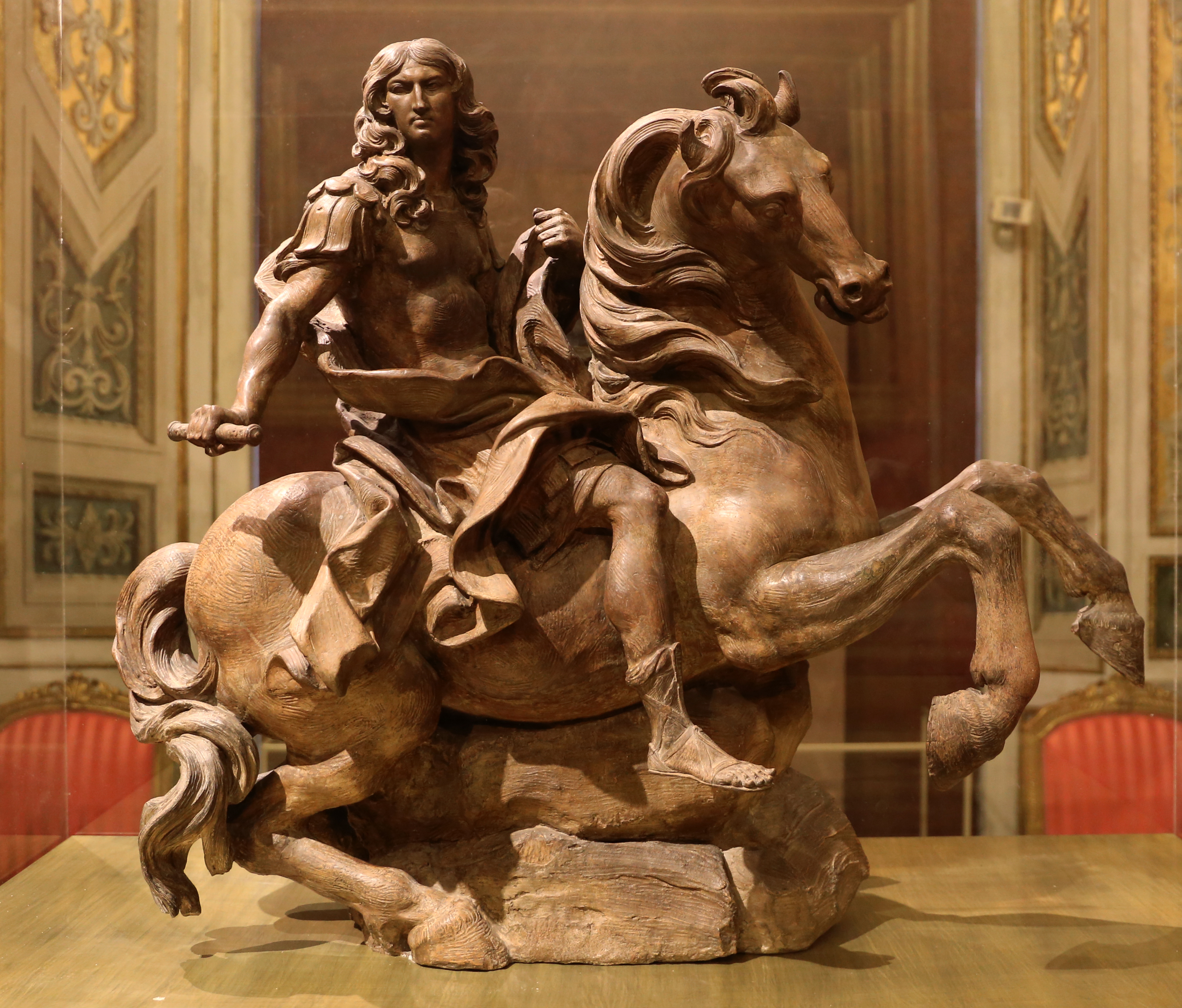
Дж. Л. Бернини. Модель конной статуи французского короля Людовика XIV. 1669-1670. Терракота. Галерея Виллы Боргезе, Рим
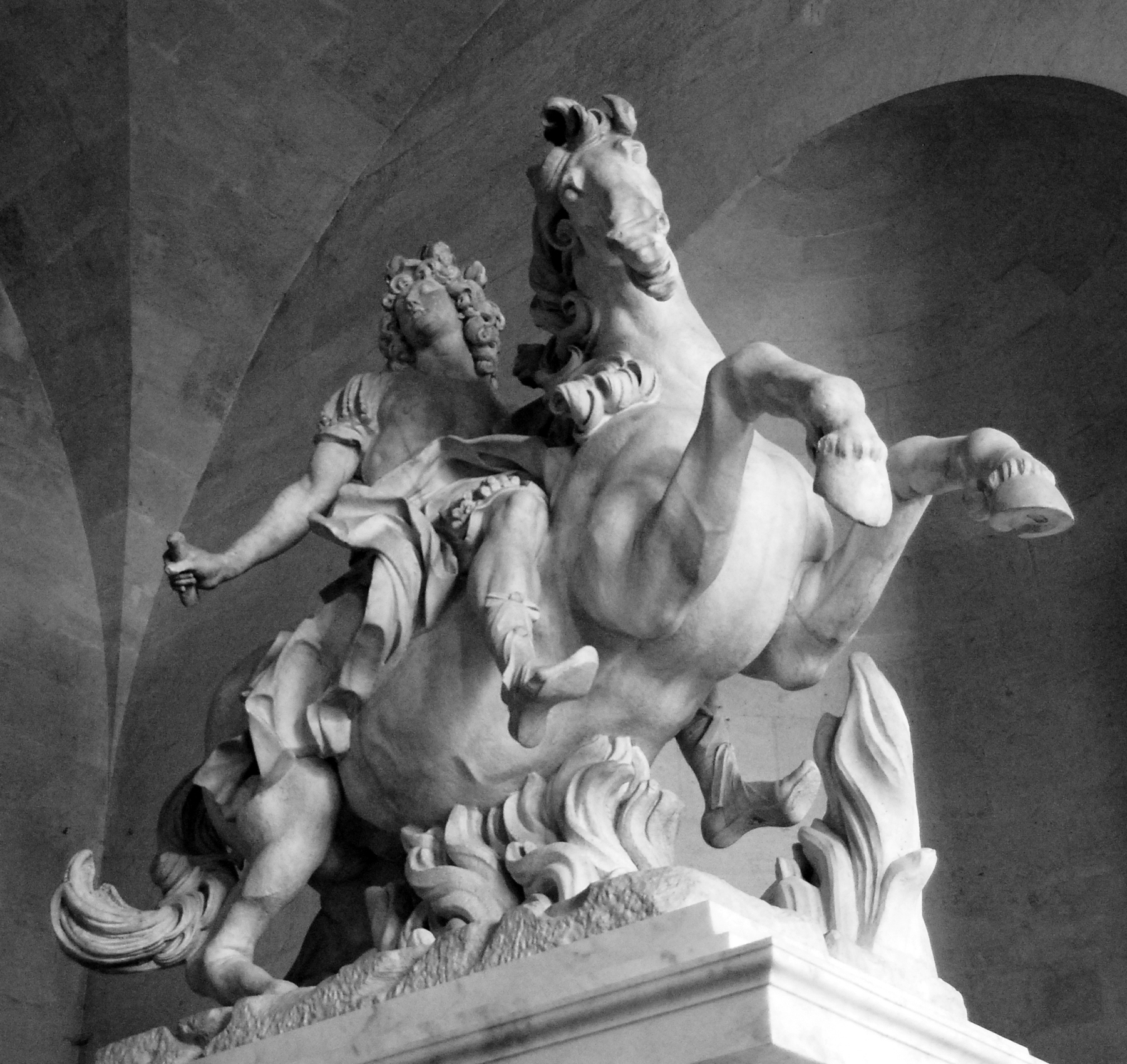
Дж. Л. Бернини — Ф. Жирардон. Конная статуя Людовика XIV в образе Марка Курция. 1687. Версальский дворец
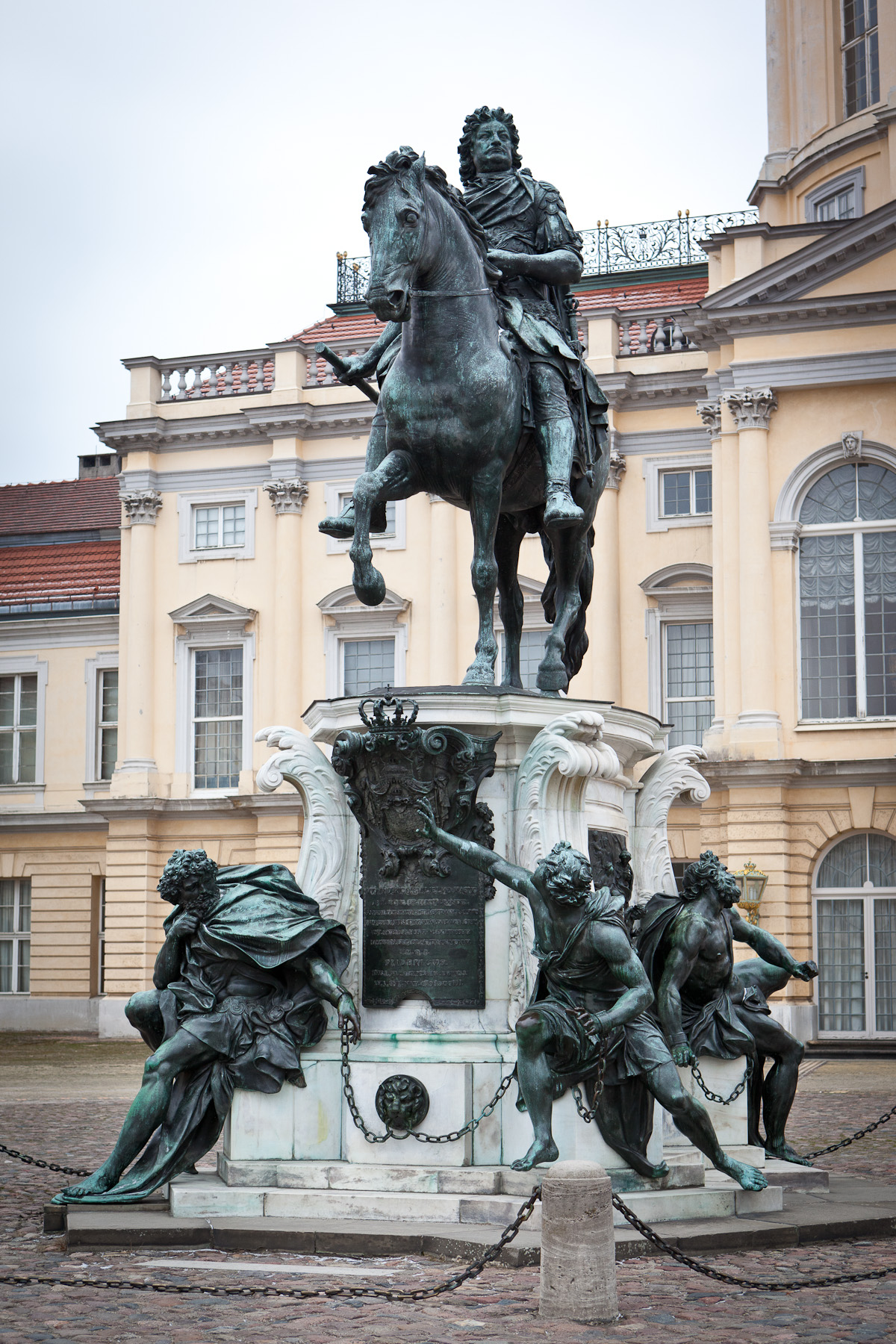
А. Шлютер. Памятник «Великому курфюрсту» Фридриху Вильгельму. 1696—1700. Дворец Шарлоттенбург. Берлин]]
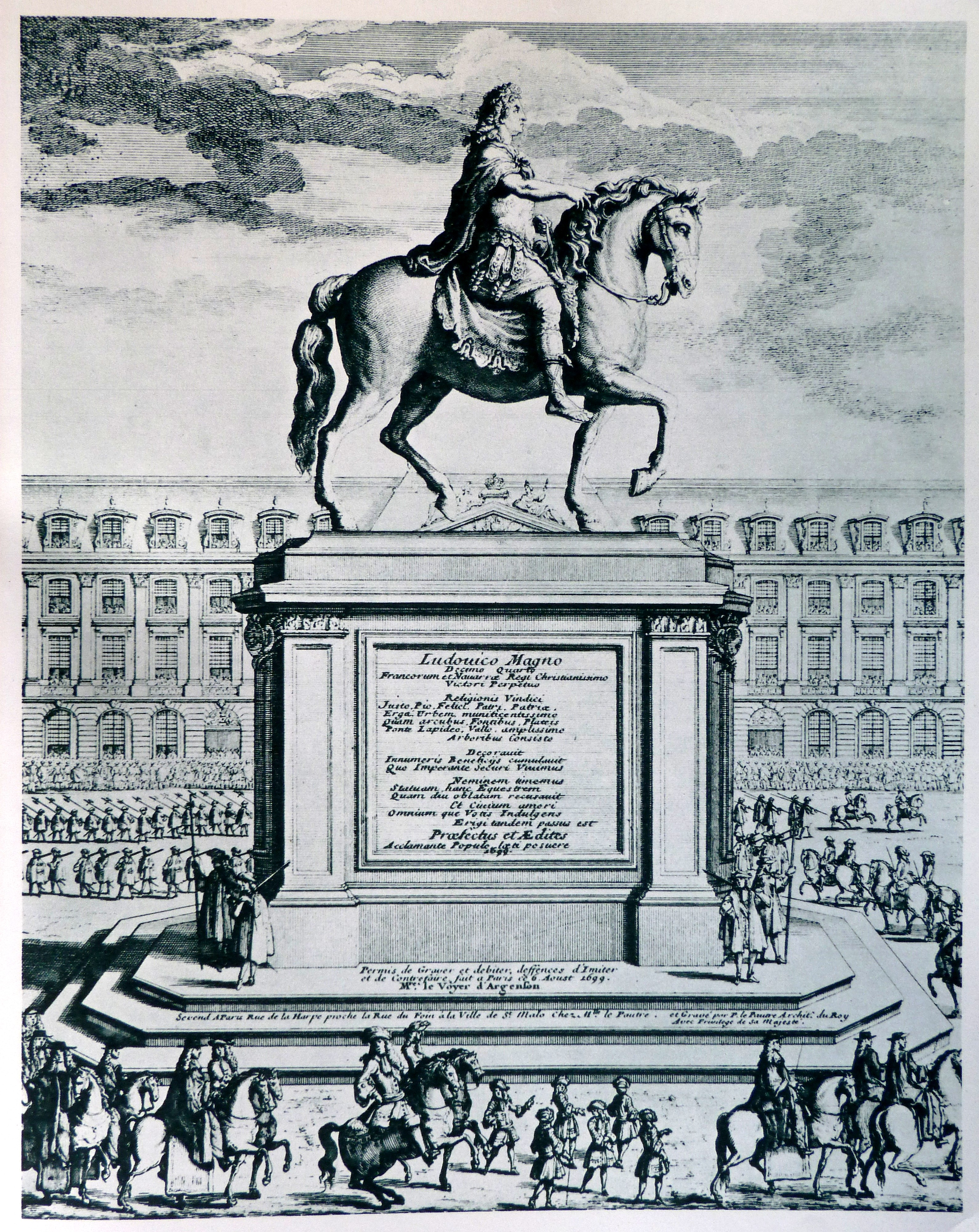
Открытие монумента Людовику XIV в Париже 13 августа 1699 г. Офорт П. Лепотра. Проект Ф. Жирардона
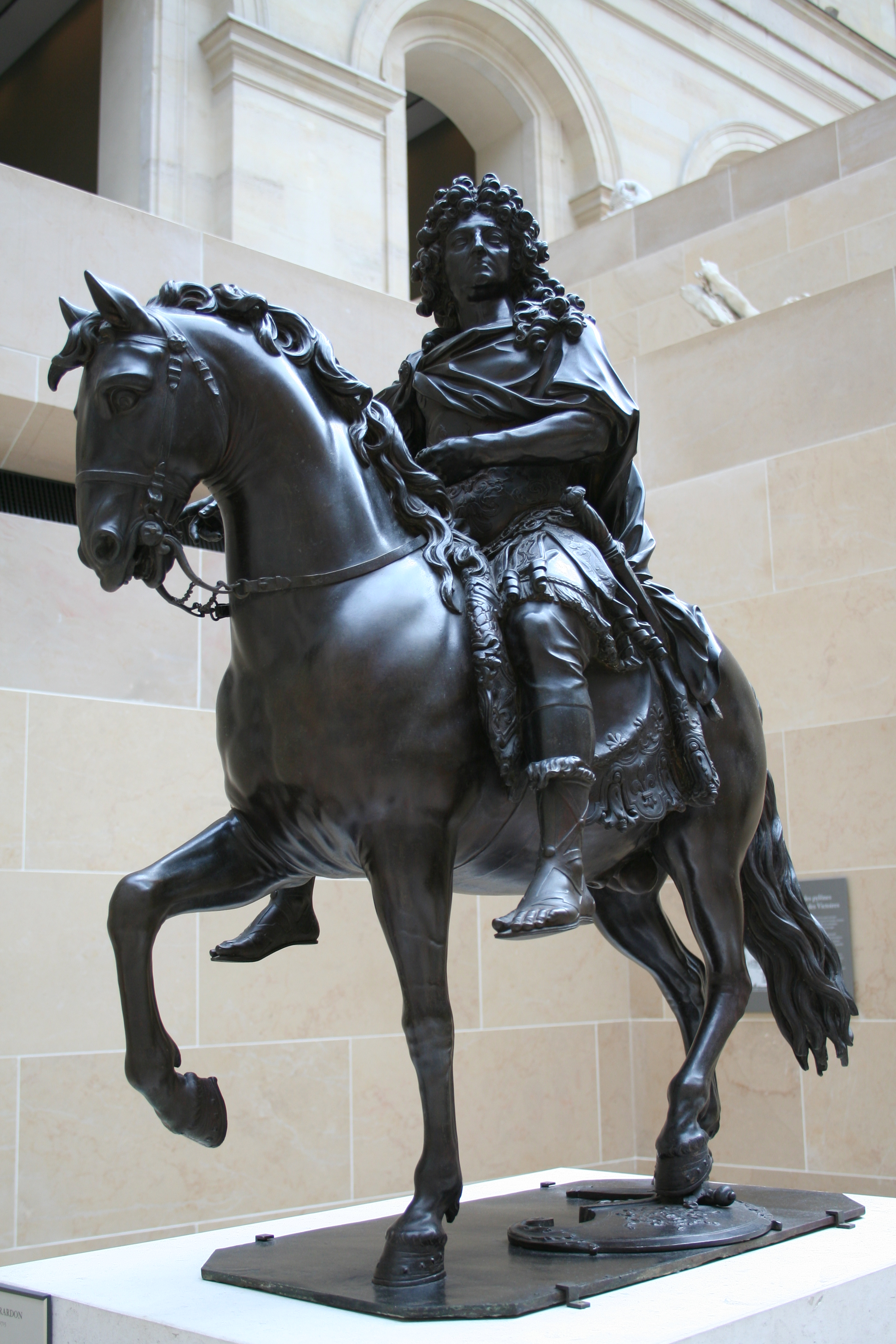
Ф. Жирардон. Конная статуя короля Людовика XIV. 1692 (реплика). Лувр, Париж
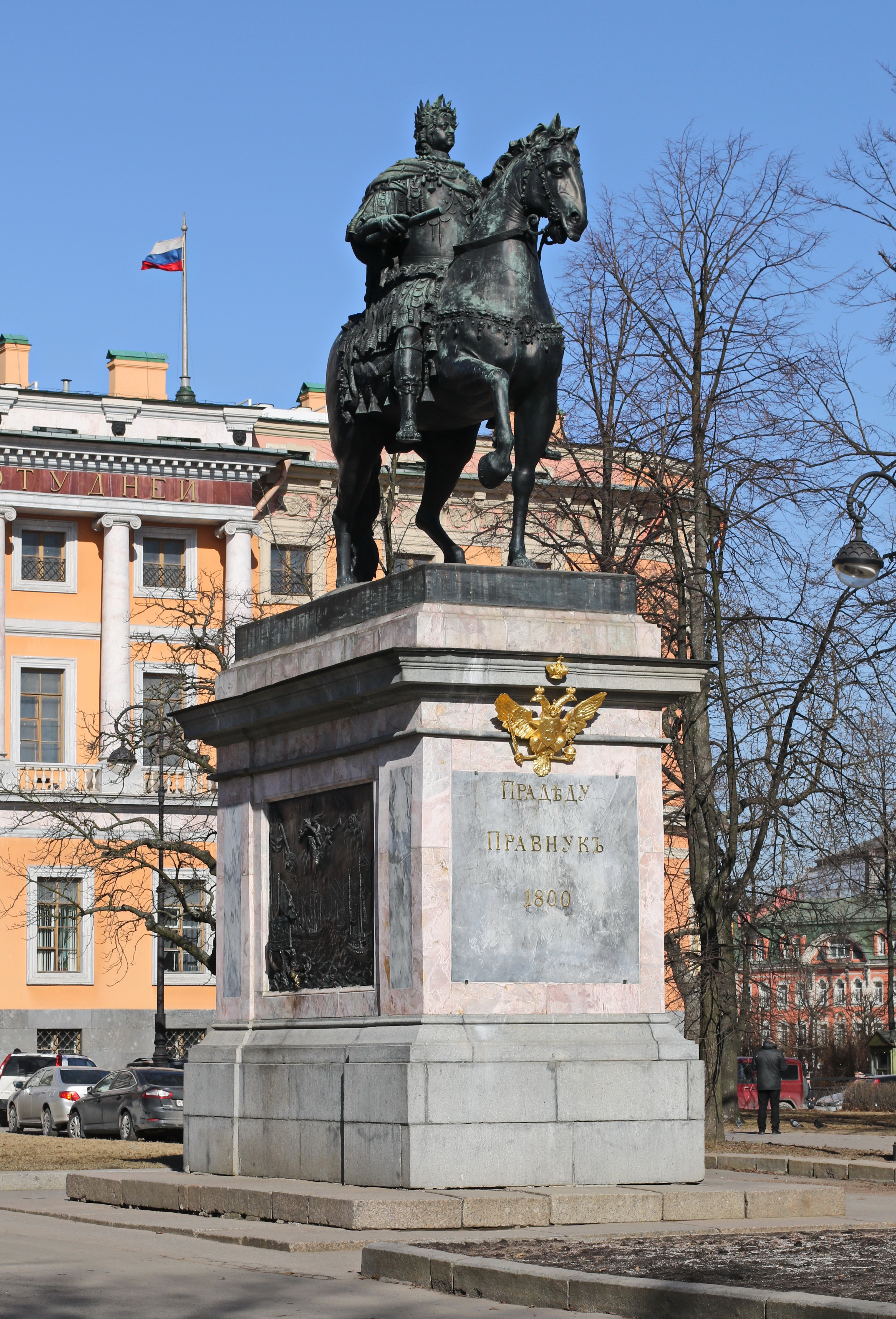
Б. К. Растрелли. Памятник императору Петру I. 1716—1800. Санкт-Петербург
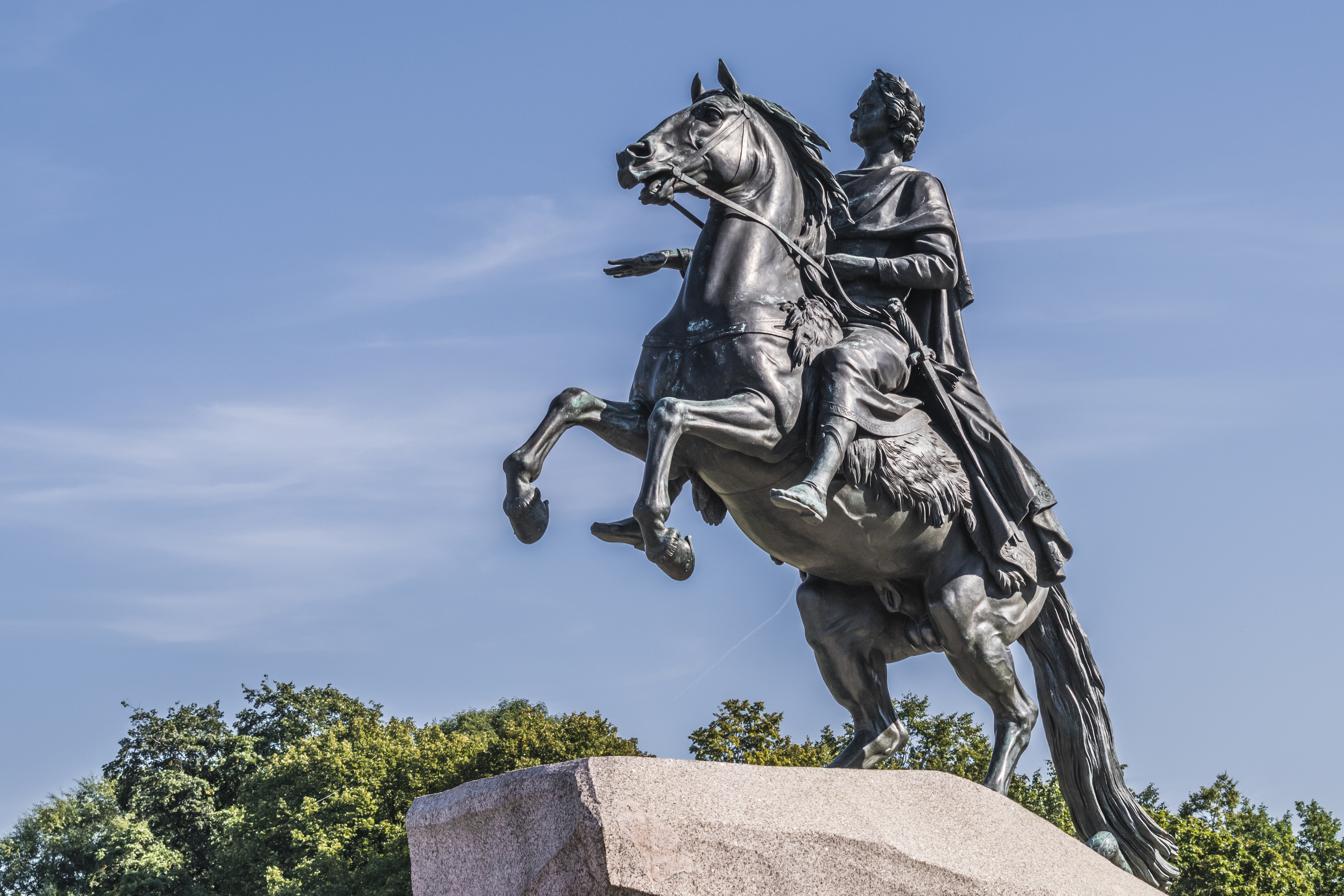
Э. М. Фальконе. Памятник Петру I (Медный всадник). 1768—1778. Бронза. Санкт-Петербург
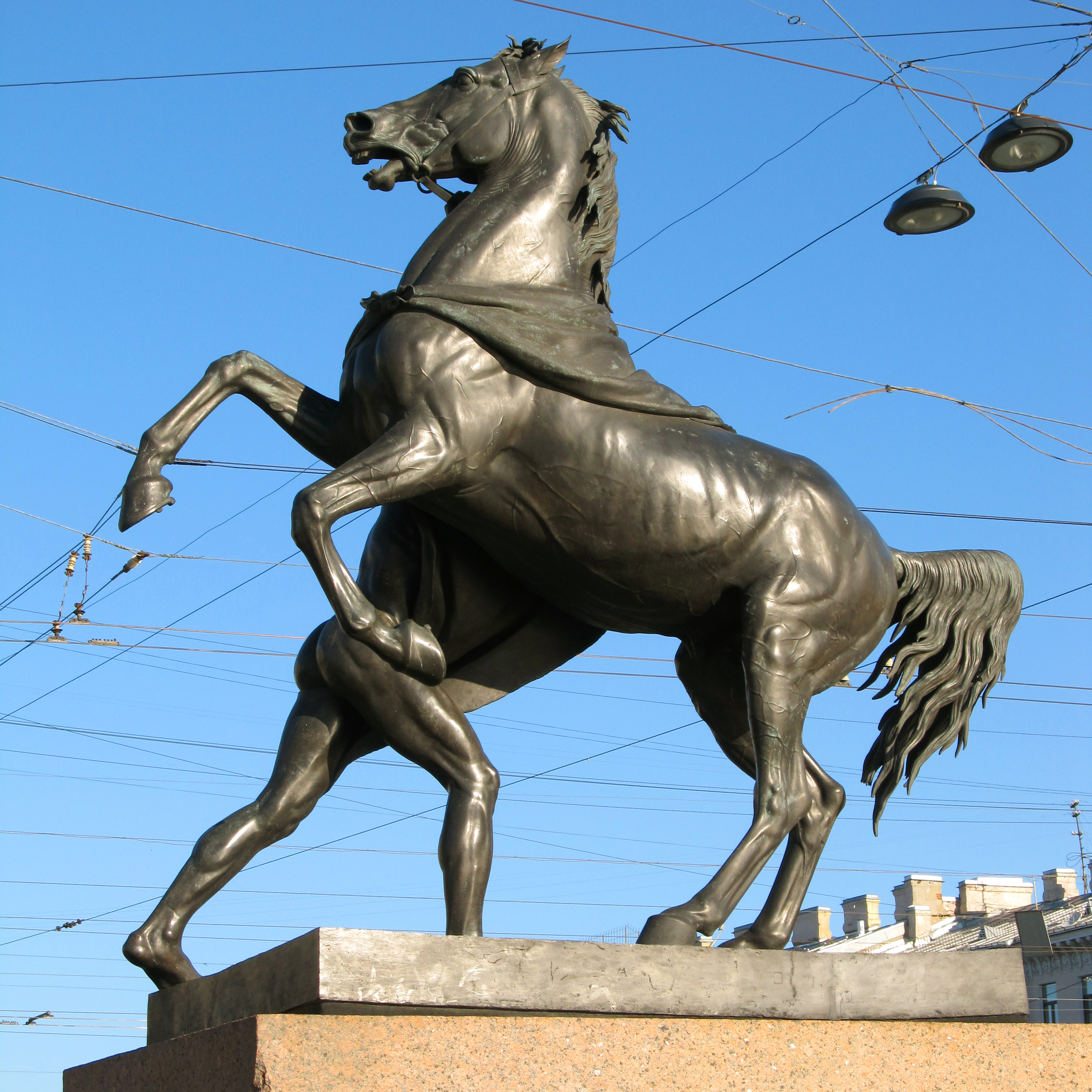
П. К. Клодт. Укрощение коня человеком. Четыре скульптурных группы на Аничковом мосту в Санкт-Петербурге. 1838—1842. Бронза. Первая группа
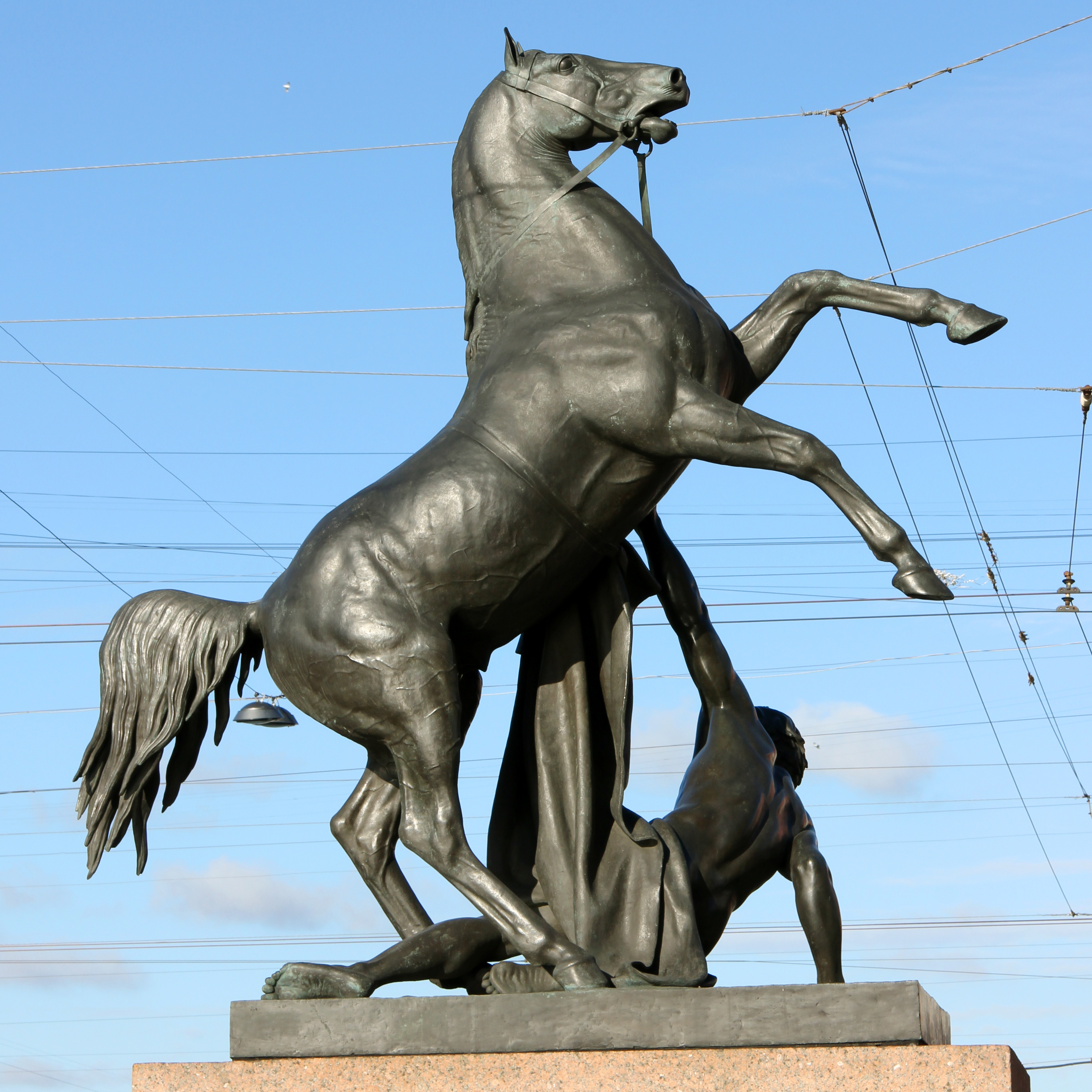
Вторая группа
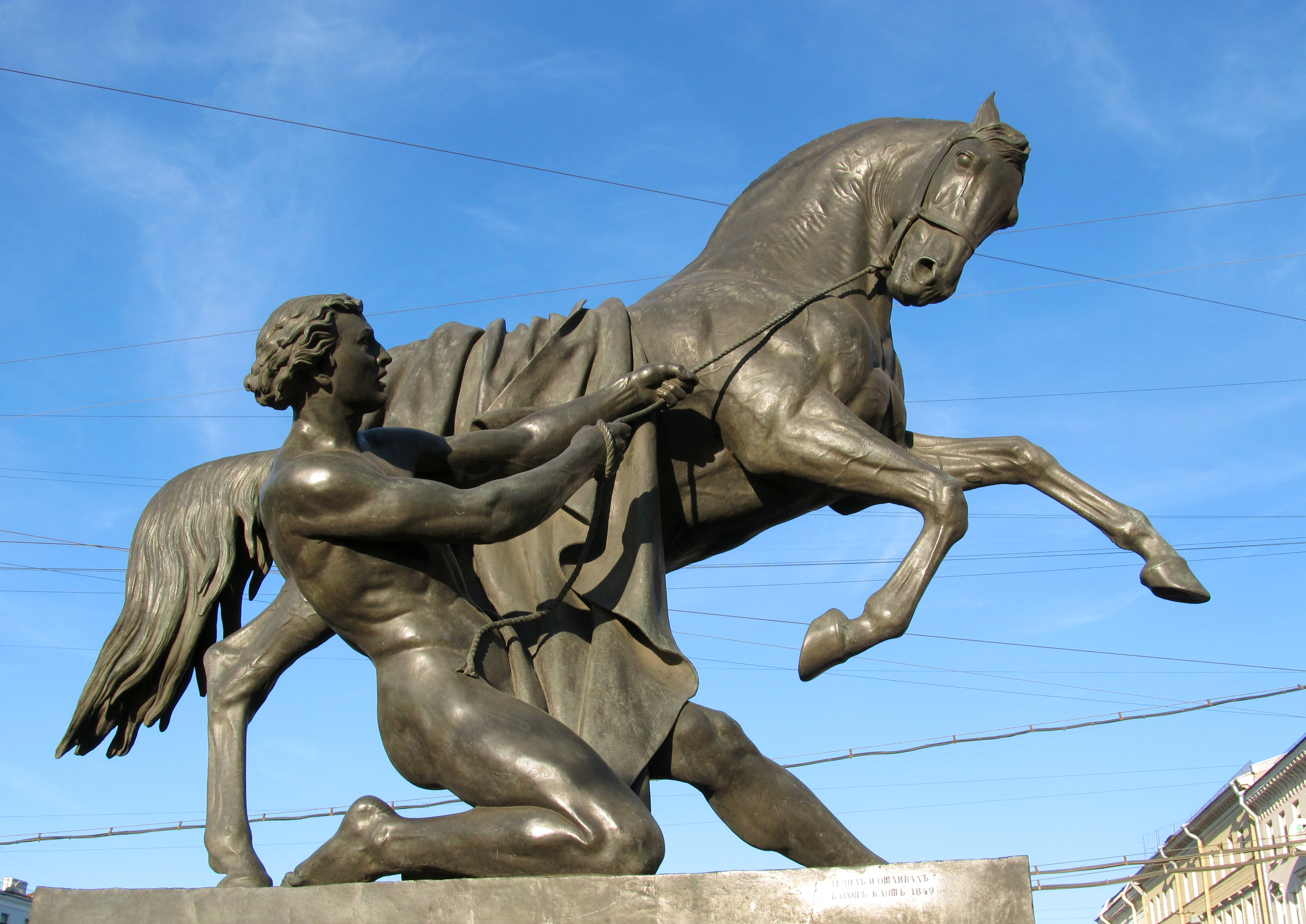
Третья группа
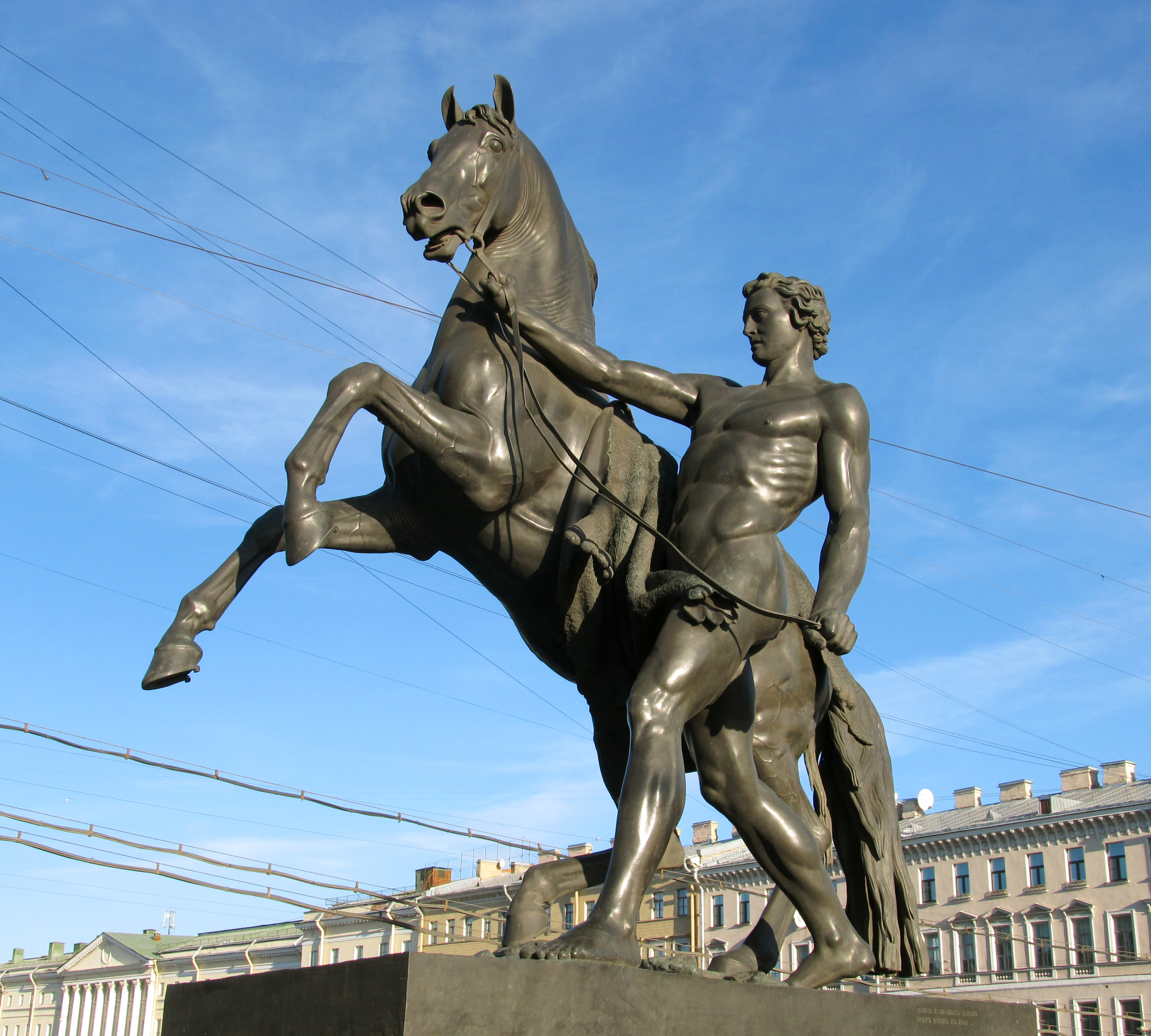
Четвёртая группа
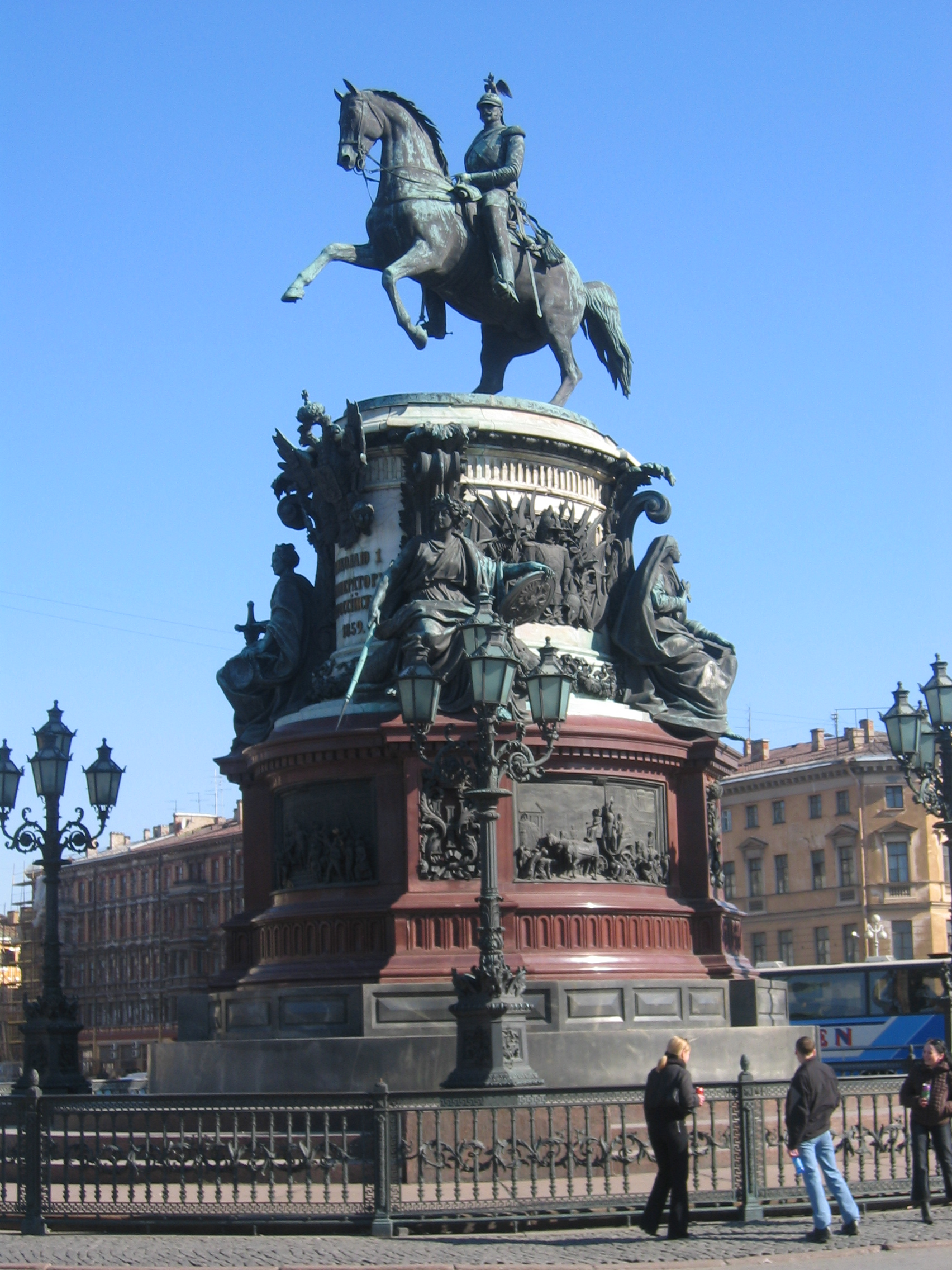
П. К. Клодт. Памятник Николаю I. 1856. Бронза. Исаакиевская площадь, Санкт-Петербург
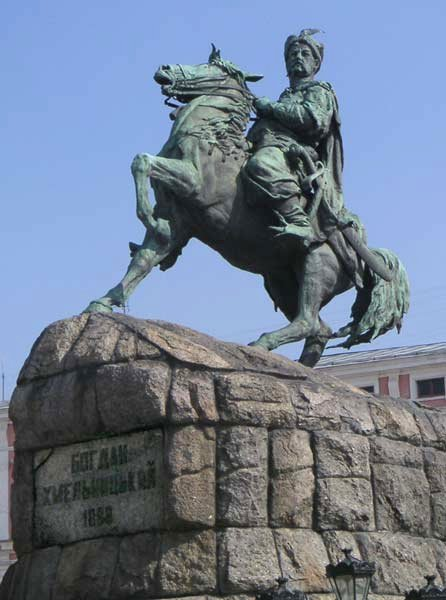
М. О. Микешин. Памятник Богдану Хмельницкому. 1888, Бронза. Киев